# Gornja Mravica
Gornja Mravica (cyr. Горња Мравица) – wieś w Bośni i Hercegowinie, w Republice Serbskiej, w gminie Prnjavor. W 2013 roku liczyła 578 mieszkańców.